# Smågrund
Smågrund är en ö i Finland. Den ligger i Bottenhavet och i kommunen Närpes i den ekonomiska regionen  Sydösterbotten i landskapet Österbotten, i den västra delen av landet. Ön ligger omkring 80 kilometer söder om Vasa och omkring 320 kilometer nordväst om Helsingfors.
Öns area är 1 hektar och dess största längd är 240 meter i nord-sydlig riktning.